# Gangstagrass
Gangstagrass ist eine Band aus New York City. Sie wurde 2006 von dem Produzenten Rench gegründet und spielt in wechselnder Besetzung eine Mischung aus Bluegrass und Rap.

## Diskografie

### Alben
- Rench Presents: Gangstagrass (2007)
- Lightning on the Strings, Thunder on the Mic (Mai 2010)
- Rappalachia (Mai 2012)
- Broken Hearts and Stolen Money (2014)
- American Music (2015)
- Pocket Full Of Fire (2019 – Live)
- No Time For Enemies (2020)
- Sugarplums and Whiskey: A Gangstagrass Holiday Album (2022)
- The Blackest Thing On The Menu (2024)

### Singles
- Long Hard Times To Come (2010)
- Give It Up (Feat. T.O.N.E-z) (2011)
- Gunslinging Rambler (Feat. R-SON the Voice of Reason) (2012)
- Shoot Dem (Feat. T.O.N.E-z) (2012)
- Western (Feat. Kool Keith) (2012)
- Bound to Ride (Feat. R-SON the Voice of Reason and Dolio the Sleuth) (2012)
- Keep Talking (Feat. Dolio the Sleuth) (2014)
- All For One (Feat. Dolio the Sleuth and R-SON the Voice of Reason) (2014)
- Barnburning (Feat. Megan Jean, R-SON the Voice of Reason, and Dolio the Sleuth) (2015)